# Línia negra

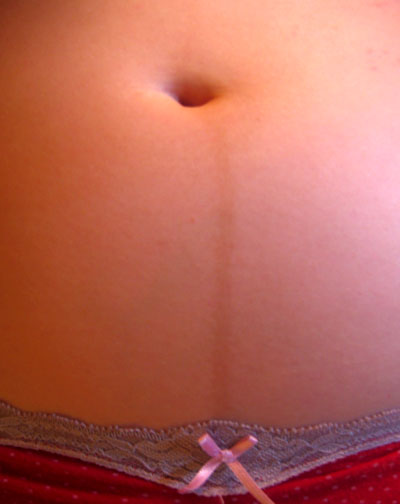
Línia negra en una dona al cinquè mes d'embaràs.

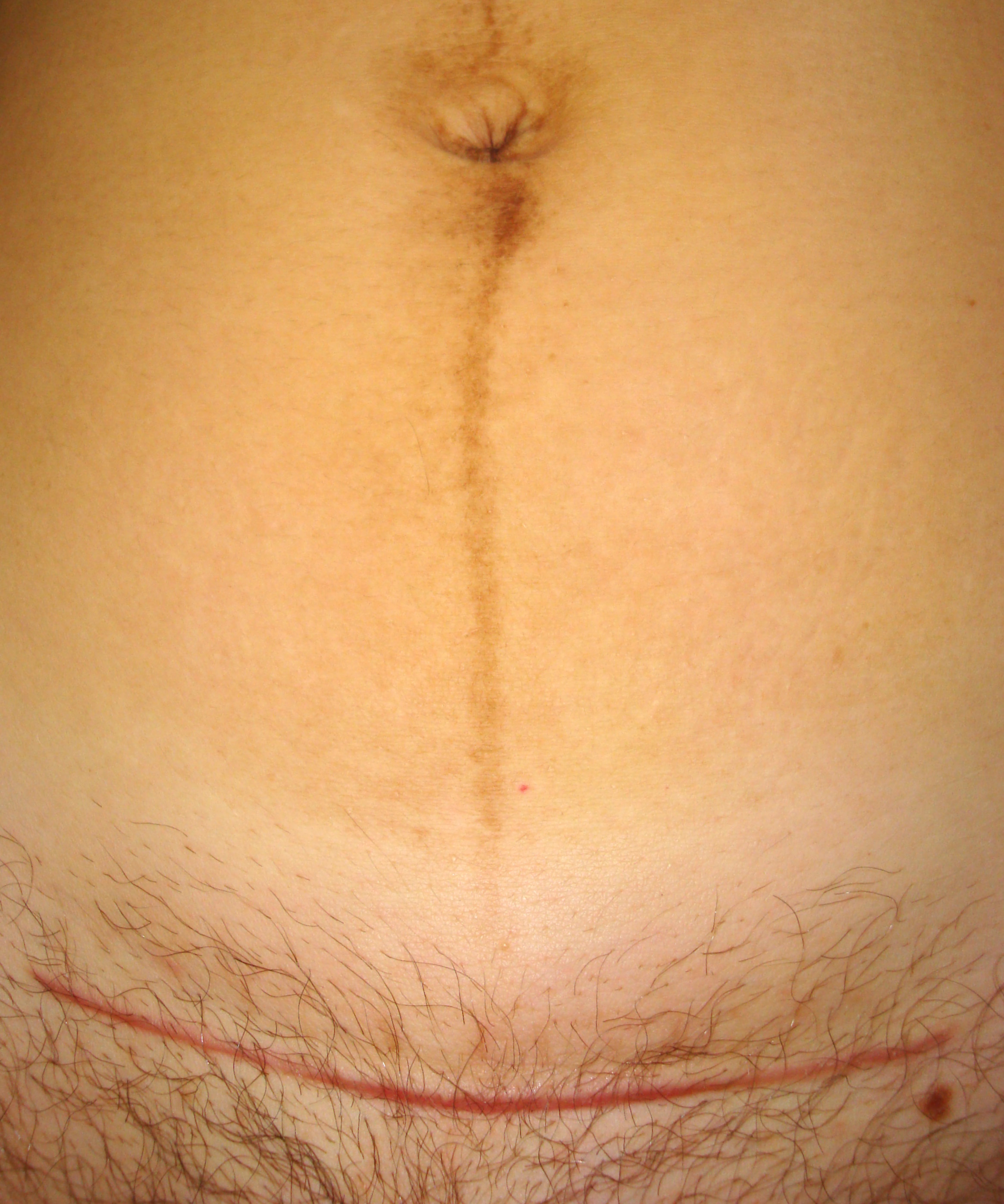
Línia negra en una altra dona, de pell més fosca, durant el postpart en una dona operada de cesària.

La línia negra és una línia fina vertical hiperpigmentada que, en algunes dones, apareix entre el melic i el pubis (de vegades pot estendre's fins al tòrax) durant aproximadament la meitat de l'embaràs i desapareix després del postpart. En algunes dones es veu més que en d'altres. Per a una dona, pot veure's diferent a cada embaràs i n'hi ha a qui no els apareix. L'aparició de la línia negra és totalment normal i no implica cap perill.

## Color
Durant el procés de l'embaràs, l'elevat nivell de progesterona i estrògens estimulen la producció de melanina, que fa que s'enfosquin algunes parts concretes del cos com la línia negra però també els mugrons i els genitals. També les cicatrius i pigues existents. A algunes dones, a més, els surten pigues, algun lunar o eventualment taques a la pell. Cada dona i cada embaràs és diferent, però la pigmentació de la línia alba sol ser més visible en dones de pell més fosca.
La línia negra torna al seu color original progressivament a partir del postpart, quan les hormones comencen a prendre el seu ritme anterior a l'embaràs, i pot no desaparèixer completament fins al cap d'un any.

## Aspectes estètics i culturals
Algunes dones la mostren amb orgull mentre que a d'altres els sembla lleig. Durant l'embaràs no és recomanable l'ús de cremes despigmentants però es pot mirar d'evitar l'exposició solar durant el migdia, que és quan la radiació és més forta. Sí que és possible, innocu pel fetus, aplicar protecció solar "pantalla total" sobre la línia.

## Línia negra fora de l'embaràs
És possible si la dona pren segons quin tipus d'anticonceptiu.